# Uvs (jezero)
Jezero Uvs (mongolsko Увс нуур [ˌʊɸs‿ˈnʊːr]) je zelo slano jezero v endoreični kotlini – Uvskonurski kotlini, ki je predvsem v Mongoliji, manjši del pa v Rusiji. Po površini je največje jezero v Mongoliji, saj pokriva 3350 km2 na 759 m nadmorske višine. Severovzhodni vrh jezera je v Republiki Tuva v Ruski federaciji. Največje naselje v bližini jezera je Ulaangom. To plitvo in zelo slano vodno telo je ostanek ogromnega slanega morja, ki je pred nekaj tisoč leti pokrivalo veliko večje območje.

## Ime
Ime Uvs Nur (včasih zapisano Ubsa Nor ali Ubsunur) izhaja iz besede subsen, turško-mongolske besede, ki se nanaša na grenke ostanke, ki ostanejo pri izdelavi airaga (mongolske fermentirane pijače iz kobiljega mleka), in besede nuur, mongolske besede za jezero. Ime se nanaša na slano, nepitno vodo jezera. V eni mongolski ljudski pripovedki lik po imenu Sartaktai, znan po kopanju čudovitih kanalov in urejanju rek, poskuša povezati jezero Uvs z drugim bližnjim jezerom tako, da med njima izkoplje kanal. Ko pa voda jezera Uvs noče teči, Sartaktai jezno izjavi: »Bodi tvoje ime Subsennor!« Ime, ki je opredeljeno kot »slabo vino, ostanki žganja, ki prihaja iz destilarne ...«.

## Geografija
Jezero Uvs je dolgo 84 km in široko 79 km, s povprečno globino 6 m. Njegovo porečje je od preostalega dela depresije Velikih jezer ločeno z grebenom Kan Khökhii; vendar ni riftno jezero, kot nekateri zmotno mislijo.
Glavne reke, ki napajajo jezero, so Baruunturuun, Nariin gol in Tes (primarni vir jezera) iz gorovja Hangaj na vzhodu ter reka Kharkhira in Sangil gol iz gorovja Altaj na zahodu.

## Ekologija
Zelo veliko porečje brez iztoka ima za posledico zelo slano vodo, predvsem zaradi sulfatnih in natrijevih ionov. Ima slanost 18,8 promila oziroma 1,88 %, kar je za polovico manj slano kot oceani.
Jezero zamrzne od oktobra do maja. Poleti ima temperaturni gradient od 25 °C na površini do 19 °C na dnu.
V jezeru Uvs je znanih 29 različnih vrst rib, ena od njih, altajski osman (Oreoleuciscus potanini), je primerna za prehrano ljudi.

## Zavarovana območja
Celotno jezero in številni deli njegove okolice so bili razglašeni za zavarovano območje. UNESCO uporablja oznako Porečje jezera Uvs kot krovni izraz za povzemanje dvanajstih ločenih skupin zavarovanih območij, od katerih vsak predstavlja večji vzhodni evrazijski biom.

## Porečje jezera Uvs
Jezero Uvs je del porečja jezera Uvs, ki pokriva površino 70.000 km2 in predstavlja eno najbolje ohranjenih naravnih stepskih pokrajin Evrazije. Meja med Mongolijo in Rusijo poteka skozi severni rob porečja. Tu se najsevernejša puščava na svetu sreča z najjužnejšim območjem tundre na svetu. Poleg jezera Uvs porečje obsega več manjših jezer. Ker ta jezera ležijo severno od drugih celinskih morij Srednje Azije, so ključnega pomena za migracijo vodnih ptic.
Ker porečje leži na geoklimatski meji med Sibirijo in Srednjo Azijo, se temperature lahko gibljejo od -58 °C pozimi do 47 °C poleti. Kljub ostremu podnebju v kotlini živi 173 vrst ptic in 41 vrst sesalcev, vključno s svetovno ogroženim snežnim leopardom, argalijem in azijskim kozorogom. Gostota prebivalstva je tukaj nizka. Pomanjkanje industrije in odvisnost prebivalcev od tradicionalnih načinov, kot je nomadsko pašništvo, imata le majhen vpliv na pokrajino in omogočata, da ekosistem ostane relativno nedotaknjen.
Leta 2003 je UNESCO porečje jezera Uvs uvrstil na seznam svetovne naravne dediščine. Nominirano je bilo za »eno največjih neokrnjenih porečij v Srednji Aziji, kjer je mogoče najti 40.000 arheoloških najdišč zgodovinsko znanih nomadskih plemen, kot so Skiti, Turki in Huni«. Ta čezmejna dediščina je eno največjih najdišč, vpisanih na seznam svetovne dediščine do danes.